# يكة شاخ (غرمخان)
یکة شاخ (بالفارسية: یکه شاخ) هي قرية تقع في إيران في قسم غرمخان الريفي. يقدر عدد سكانها بـ 129 نسمة بحسب إحصاء 2016.